# Phraortes stomphax
Phraortes stomphax är en insektsart som först beskrevs av John Obadiah Westwood 1859.  Phraortes stomphax ingår i släktet Phraortes och familjen Phasmatidae. Inga underarter finns listade i Catalogue of Life.